# L'illusionista (film 2010)
L'illusionista (L'Illusionniste) è un film d'animazione del 2010 diretto da Sylvain Chomet.

## Ispirazione
Il film è basato su una sceneggiatura inedita scritta nel 1956 dal mimo, attore e regista francese Jacques Tati, da cui il personaggio principale trae aspetto fisico e nome (Tatischeff era infatti il suo vero cognome).

## Trama
La storia, che inizia nella Francia del 1959, illustra la dura carriera artistica di un anziano illusionista francese che non riesce mai a raggiungere il successo. I suoi spettacoli non sono in grado di meravigliare il pubblico sempre più esigente delle grandi metropoli. L'unico vero riconoscimento gli viene dato dagli spettatori di un pub in un piccolo villaggio delle Highlands scozzesi. Qui i numeri di magia catturano l'animo di una giovanissima ragazza che viveva e lavorava nel pub, la quale, credendolo un vero mago, decide di seguirlo fino a Edimburgo. Trasferitisi nella metropoli l'uomo cercherà in tutti i modi di continuare a farle credere nella sua magia, trovandosi però a fare grossi sacrifici e davanti a situazioni imbarazzanti. Intanto la ragazza cresce e il mondo intorno a loro inesorabilmente cambia.

## Produzione
Stando alla lettura pubblica della sceneggiatura, introdotta da Chomet, avvenuta nel 2006 alla London Film School, "il grande comico francese Jacques Tati scrisse il soggetto de L'illusionista con in mente di farne un film recitato insieme alla figlia". Catalogato negli archivi del Centre National de la Cinématographie sotto l'impersonale dicitura "Film Tati Nº 4", lo script venne passato a Chomet dai curatori dell'eredità di Tati, Jérôme Deschamps e Macha Makeïeff, dopo che il precedente film del regista, Appuntamento a Belleville, era stato premiato al Cannes Film Festival del 2003.
Chomet affermò che la figlia più giovane di Tati, Sophie Tatischeff, aveva suggerito l'idea di ricavarne un film d'animazione quando egli l'aveva approcciata per chiederle il permesso di utilizzare una sequenza dal film di Tati del 1949 Giorno di festa per il suo Appuntamento a Belleville, perché non le piaceva l'idea che un attore in carne e ossa interpretasse il ruolo di suo padre. Sophie Tatischeff morì il 27 ottobre 2001, circa tre anni prima della presentazione in Francia del film Appuntamento a Belleville (11 giugno 2003).
Il film venne realizzato dallo studio d'animazione Django Films di Chomet a Edimburgo, da un gruppo internazionale di animatori diretti da Paul Dutton. Per la realizzazione venne stimato un costo complessivo di circa 10 milioni di sterline. Tuttavia, in una conferenza stampa del febbraio 2010, Chomet indicò che il film finì con il costare 17 milioni di dollari. Il quotidiano The Herald di Glasgow riportò che furono coinvolti 180 creativi, 80 dei quali avevano partecipato al precedente Appuntamento a Belleville. Sul The Scotsman Chomet citò 300 persone e 80 animatori coinvolti nel progetto.
Il film venne principalmente animato negli Scottish Studios di Edimburgo (Django Films) e a Dundee (ink.digital), con ulteriori ritocchi eseguiti a Parigi e Londra. La parte di animazione in 2D inviata a Parigi venne eseguita dallo studio Neomis Animation, sotto la direzione del dipartimento diretto da Antoine Antin e Grégory Lecocq. Circa il 5% del lavoro, fu completato in Corea del Sud. La Django Films avrebbe voluto realizzare in solitaria tutto il progetto, ma ciò risultò impossibile a causa delle difficoltà finanziarie della società che la portarono al fallimento precoce.

## Sceneggiatura
La sceneggiatura originale della pellicola fu scritta da Jacques Tati in collaborazione con il suo collaboratore di lunga data Henri Marquet a partire dal 1956, tra la lavorazione dei suoi film Mio zio e Tempo di divertimento.
Sulla sceneggiatura de L'illusionista sono sorte alcune controversie, inerenti alle voci che riportavano di come "Tati avesse scritto la storia nel tentativo di riconciliarsi con la figlia maggiore, Helga Marie-Jeanne Schiel, concepita con una ballerina tedesca in tempo di guerra, che aveva abbandonato da piccola. E che nonostante la donna sia oggi ancora in vita e possa effettivamente essere l'unica parente vivente di Tati, non sia menzionata da nessuna parte nelle dediche del film".
Nel gennaio 2010 il The Guardian pubblicò un articolo dal titolo Jacques Tati's lost film reveals family's pain ("Il film perduto di Jacques Tati rivela gravi problemi famigliari"), nel quale veniva asserito che "nel 2000 la sceneggiatura venne data a Chomet dalla figlia di Tati, Sophie Tatischeff, due anni prima della sua morte. Ora, tuttavia, la figlia illegittima di Tati, Helga Marie-Jeanne Schiel, che risiede nel nord-est dell'Inghilterra, sta facendo pressione sul regista francese affinché egli le dia il giusto credito come vera musa ispiratrice della pellicola". Lo script de L'illusionniste, si dice nell'articolo, fu la risposta di Tati al rimorso provato per aver abbandonato la primogenita [Schiel] e rimane l'unica attestazione dell'esistenza di lei da parte del comico francese. Chomet fu accusato di voler sminuire questo fatto non dando il giusto risalto alla faccenda.
Il 26 maggio 2010 il rinomato critico cinematografico Roger Ebert del Chicago Sun-Times pubblicò una lunga lettera scritta da un nipote di Jacques Tati, Richard McDonald, la quale rivelò retroscena amari della vita privata di Tati, che la famiglia crede essere alla base del rimorso e della malinconia insita nel soggetto di L'Illusionniste, che lo resero impossibile da realizzarsi in vita per Tati.
Chomet ha invece un'opinione differente in materia circa l'origine del soggetto: "Non ho mai incontrato Sophie, e nemmeno mai discusso con lei dello script" disse Chomet, "Penso che Tati scrisse la sceneggiatura per Sophie Tatischeff. Credo che si sentisse in colpa per il poco tempo passato con lei a causa dei suoi impegni di lavoro". Nel corso di un'intervista del giugno 2010 concessa al The National, Chomet diede il suo personale punto di vista del perché fosse rimasto così colpito dalla sceneggiatura di Tati: "Ho due figli piccoli, uno di 4 anni ed uno di 2 anni. Ma ho anche una figlia di 17 anni con la quale non vivo perché io e sua madre siamo separati da anni. Aveva 12 anni quando iniziai il progetto del film e vidi la situazione del nostro rapporto evolversi di anno in anno".

## Accoglienza

### Incassi
Uscito in Francia il 16 giugno 2010, nel Regno Unito il 20 agosto 2010 ed in Italia il 29 ottobre dello stesso anno, il film debuttò in 84 sale in Francia. Secondo Box Office Mojo, il film entrò in classifica alla posizione numero 8, con un incasso di €485,030 ($600,099) nel primo weekend. In Italia il film venne distribuito dalla Sacher Film, casa cinematografica fondata da Nanni Moretti, il 29 ottobre 2010 totalizzando $46,314 nel primo fine settimana di proiezione, ed un incasso totale finale di $317,410.
Il film è quasi senza parole: nell'edizione italiana, oltre alla musica si sentono solo alcune brevi frasi dei personaggi (non doppiate in italiano, ma rimaste in francese o inglese a seconda dei personaggi) e una voce fuori campo in inglese che presenta il film all'inizio (sottotitolata in italiano).

### Critica
Il sito Rotten Tomatoes assegna al film un indice di gradimento del 90% basato sulle recensioni di 114 critici, e riporta un punteggio di 8 su 10.
In Télérama, Cécile Mury diede al film quattro stellette su cinque. Mury mise a confronto il film con l'opera precedente del regista: "Questo L'illusionista è tenero e contemplativo tanto quanto Appuntamento a Belleville era farsesco e sgradevole. Ma qui troviamo uno sguardo obliquo alla vita, talento particolare di Sylvain Chomet. [...] Quell'atmosfera di un mondo passato, tra realismo e poesia". Christophe Carrière di L'Express non rimase pienamente convinto della regia di Chomet, trovando la storia ben realizzata, ma "appesantita quando Chomet si lascia sopraffare dalla malinconia di Tati, realizzando più un omaggio a un maestro che un'opera personale". Nondimeno, affermò che si trattava indubitabilmente di un bellissimo lavoro, con grafica impeccabile e scene magistrali, in possesso del tocco lieve e poetico tipico di Jacques Tati.
Alberto Crespi su L'Unità così si espresse recensendo L'illusionista: "Premessa: Sylvain Chomet è un genio. È un grande disegnatore, con un tratto amabilmente «rétro» che deve qualcosa anche a fonti extra-grafiche come il cinema di Jacques Tati. Ed è anche un grande narratore, con un respiro narrativo degno dei classici dell'animazione. Il pubblico italiano lo conosce per Les triplettes de Belleville, gioiello del 2003. [...]"
Roberto Nepoti su Repubblica: "L'illusionista Regia di Sylvain Chomet, animazione, delizioso omaggio a Jacques Tati, tratto da una sua sceneggiatura. A portarla sullo schermo, poiché era impossibile trovare qualcuno in grado di interpretare il grande comico, ha provveduto il regista di film d'animazione Sylvain Chomet: l'illusionista del titolo, infatti, ha i tratti e le movenze di Tati, oltre a chiamarsi Tatischeff (il vero nome di Jacques). [...]"
Thomas Martinelli su Il manifesto: "Ha quel certo fascino la vecchia Parigi dipinta nei film d'animazione, da quella classica d'inizio '900 degli Aristogatti al più recente affresco da guida gastronomica di Ratatouille. Quando poi ci mette mano un'artista sensibile francese come Sylvain Chomet si possono toccare corde più delicate per cogliere note poetiche inusitate. Le vedute della ville lumière risalgono al 1959: Montmartre, Pigalle, l'Olympiain caldo bianco e nero disegnati a mano. Gradualmente i colori trasformano le luci della città e si staglia una figura inconfondibile del cinema d'oltralpe. [...]"
Francesco Alò su Il Messaggero: "È passato troppo tempo. Ma per fortuna Sylvain Chomet è tornato. Il genio dietro Appuntamento a Belleville (2003), uno dei migliori cartoni dell'ultimo decennio, torna a disegnare il suo mondo retrò fatto di cabaret, linguaggi ancestrali che sembrano il grammelot di Dario Fo, solitudini orgogliose e fotogrammi disegnati a mano lievi come acquerelli. [...]"
Davide Turrini su Liberazione: "Non fidatevi dell'unica didascalia/biglietto che vedrete ne L'illusionista. I maghi esistono, altroché. E il francese Sylvain Chomet è uno di loro. Regista di personalissimi film d'animazione (ricordate Appuntamento a Belleville?) nei quali si compie il miracolo della settima arte. Come per magia si rimane affascinati, bocca aperta, mento inclinato verso l'alto, a seguire le gesta di un protagonista alto e allampanato, regale e raffinato, come l'illusionista (da cui l'omonimo titolo). Uomo di mezza età, senza nome e senza parole (regola implicita per tutto il film e per tutti i personaggi) che con elegante abito di scena, basso treppiedi, cappello a cilindro e coniglio ben pigiato al suo interno, si accorge che il numero di scena da lui proposto ha fatto il suo tempo. [...]"
Lodando le scenografie del film, Jonathan Meville del The Scotsman scrisse: "Lo skyline di Edimburgo non è mai apparso tanto bello, e se la città non esistesse sarebbe difficile immaginare un posto più meraviglioso".
Il biografo di Tati, David Bellos, recensendo L'illusionista in Senses of Cinema fu molto critico nei confronti dell'adattamento di Chomet definendo il film "un disastro". Aggiungendo: "Il più grande disappunto per me, e penso per tutti gli spettatori, è il modo nel quale Chomet ha trattato la sceneggiatura di Tati, ricavandone un bel nulla. La storia che lui racconta non è niente più che una serie di scenette comico-sentimentali ricavate da L'Illusionniste. È veramente triste. Tutto quel talento, tutti quegli sforzi artistici, e tutti quei soldi... per un risultato come questo".
Recensendo L'illusionista sul The New Yorker, Richard Brody scrisse: "Sylvain Chomet (Appuntamento a Belleville) ha diretto un adattamento a cartoni animati della sceneggiatura di Jacques Tati, con neppure un briciolo del talento visuale di Tati o della sua inventiva selvaggia". "Chomet ha ridotto la vasta e biliosa visione comica di Tati a mero sentimentalismo sdolcinato. Il risultato è un copione pieno zeppo di cliché nostalgici. In francese, inglese, e gaelico".
Seppur esprimendo qualche riserva sull'opera, Roger Ebert nella sua recensione scrisse: "Tuttavia il film riguarda la vita reale dell'autore e narra gli eventi che ispirarono Tati a scrivere la sceneggiatura dello stesso, vive e respira di sua propria vita, ed è un'estensione del misterioso ed eccentrico mondo di Tati". Definendolo "il malinconico e magico atto finale della carriera di Jacques Tati", egli assegnò quattro stellette su quattro al film di Chomet.

### Riconoscimenti
Nel 2010 il film ha vinto l'European Film Awards e venne nominato ai Golden Globe nella categoria "Best Animated Feature Film". Il 25 febbraio 2011 L'illusionista si è aggiudicato il primo César Award come "miglior film d'animazione". La pellicola ha ricevuto una nomination agli Oscar come miglior film d'animazione, statuetta persa in favore di Toy Story 3 - La grande fuga, e un'altra nomination agli Annie Award for Best Animated Feature, perdendo anche questa volta, sempre nella categoria di miglior film d'animazione.

## Riferimenti ad altre opere
- Nella scena dell'arrivo di Taticheff in Gran Bretagna dopo un viaggio in traghetto dalla Francia, è possibile scorgere la centrale elettrica Battersea Power Station, raffigurata sulla copertina dell'album Animals dei Pink Floyd.
- Quando Taticheff lascia l'impiego di illusionista "in vetrina", il suo sostituto (un nano dai denti di coniglio vestito da Maharajah) è un personaggio di Appuntamento a Belleville, il precedente film di Sylvain Chomet (2003).
- È presente una citazione di una scena di Mio zio di Jaques Tati, quando il protagonista entra in un cinema per nascondersi dalla giovane ragazza.